# Sursis pour une nuit
Pour plus de détails, voir Fiche technique et Distribution.
Sursis pour une nuit (An American Dream) est un film américain réalisé par Robert Gist, sorti en 1966.

## Fiche technique
- Titre : Sursis pour une nuit
- Titre original : An American Dream
- Réalisation : Robert Gist
- Scénario : Mann Rubin et Howard Rodman d'après le roman de Norman Mailer
- Production : William Conrad et Jimmy Lydon (non crédité)
- Société de production : William Conrad Productions
- Société de distribution : Warner Bros. Pictures
- Musique : Johnny Mandel
- Photographie : Sam Leavitt
- Montage : George R. Rohrs
- Direction artistique : LeRoy Deane
- Décorateur de plateau : Ralph S. Hurst (en)
- Costumes : Howard Shoup
- Pays d'origine : États-Unis
- Langue : anglais
- Couleur : Technicolor - Son : Mono
- Genre : Drame
- Durée : 103 minutes
- Date de sortie :
  - États-Unis : 31 août 1966 (New York)
- Affiches : Raymond Elseviers (Belgique), Michel Landi (France)

## Distribution
- Stuart Whitman : Stephen Richard Rojack
- Janet Leigh : Cherry McMahon
- Eleanor Parker : Deborah Rojack
- Barry Sullivan : Lt. Roberts
- Lloyd Nolan : Barney Kelly
- Murray Hamilton : Arthur Kabot
- J.D. Cannon : Sgt. Walt Leznicki
- Susan Denberg (en) : Ruta
- Les Crane : Nicky
- Warren Stevens : Johnny Dell
- Joe De Santis : Eddie Ganucci
- Stacy Harris : O'Brien
- Paul Mantee : Shago Martin
- Harold Gould : L'avocat de Ganucci
- George Takei : Ord Long
- Kelly Jean Peters : Freya